# Henri Peyre
Henri Peyre (* 21. Februar 1901 in Paris; † 9. Dezember 1988 in Norwalk (Connecticut)) war ein US-amerikanischer Romanist und Literaturwissenschaftler französischer Herkunft.

## Leben und Werk
Peyre studierte an der École normale supérieure sowie an der Sorbonne und bestand 1924 die Agrégation. Von 1925 bis 1928 lehrte er am Bryn Mawr College, von 1928 bis 1933 an der Yale University. 1931 habilitierte er sich in Paris mit den beiden Thèses Louis Ménard, 1822-1901 (New Haven 1932) und Bibliographie critique de l’hellénisme en France, 1843-1870 (New Haven 1932). Von 1933 bis 1936 lehrte er in Kairo. Von 1938 bis zur Emeritierung 1969 war er Sterling Professor of French an der Yale University, von 1969 bis 1980 lehrte er noch an der City University of New York.
Peyre war 1960 Vorsitzender der Modern Language Association. Er war Träger zahlreicher Ehrungen und Auszeichnungen, u. a. der Ehrenlegion. 1953 wurde er in die American Philosophical Society und 1957 in die American Academy of Arts and Sciences gewählt.

## Werke
- (Hrsg.) Lettres inédites de Louis Ménard, Paris 1932.
- Qu'est-ce que le classicisme ? Essai de mise au point, Paris 1933, 1942, 1964, 1967, 1971, 1983 (spanisch México 1953).
- Shelley et la France. Lyrisme anglais et lyrisme français au XIXe siècle, Kairo 1935.
- Hommes et oeuvres du XXe siècle, Paris 1938.
- L'influence des littératures antiques sur la littérature française moderne. État des travaux, New Haven 1941, 1973.
- Le classicisme français, New York 1942.
- Writers and Their Critics: A Study of Misunderstanding, New York 1944 (u. d. T. The Failures of Criticism, 1967).
- Les Générations littéraires, Paris 1948.
- (Hrsg.) Pensées de Baudelaire, Paris 1951.
- Connaissance de Baudelaire, Paris 1951.
- The Contemporary French Novel, Oxford 1955 (u. d. T.  French Novelists of Today, 1967).
- Observations on Life, Literature and Learning in America (essays), Carbondale, Ill., 1961.
- (Hrsg.) Baudelaire, a collection of critical essays, Englewood Cliffs 1962.
- Literature and Sincerity, New Haven 1963.
- Splendors of Christendom, Time-Life Books, 1964.
- The Literature of France,  Englewood Cliffs 1965.
- (Hrsg.) Gustave Lanson, Essais de méthode, de critique et d'histoire, Paris 1965.
- French novelists of today, New York 1967.
- Historical and Critical Essays, Lincoln, Neb. 1968.
- Jean Paul Sartre, Columbia University Press, 1968.
- Renan, Paris 1969.
- Marcel Proust, New York/London 1970.
- (Hrsg.)Fiction in Several Languages, Houghton, 1968.
- Hugo, Paris 1972 (englisch: Victor Hugo. Philosophy and Poetry, University of Alabama Press 1980).
- Qu'est-ce que le romantisme?, Paris 1972, 1979 (spanisch  Madrid 1972; englisch: What Is Romanticism?, University of Alabama Press 1977).
- Renan et la Grèce, Paris 1973.
- Qu'est-ce que le symbolisme?, Paris 1974 (englisch: What Is Symbolism?, University of Alabama Press 1980; polnisch Warschau 1990).
- French literary imagination and Dostoevsky and other essays, University of Alabama Press 1975
- Rimbaud vu par Verlaine, Paris 1975.
- La Littérature symboliste, Paris  1976, 1987.